# Однояйцевые близнецы

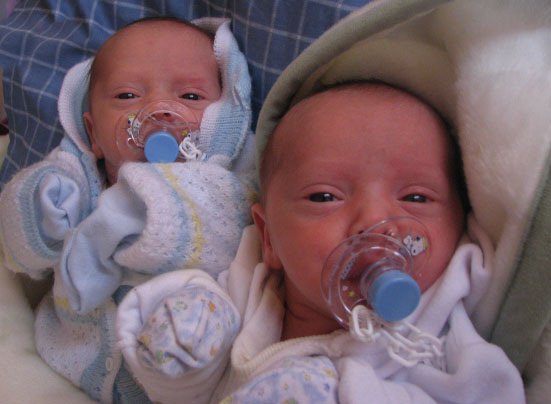
Два брата — (монозиготные) близнецы

Однояйцевые или однояйцо́вые близнецы́ (гомозиго́тные или монозиго́тные) — результат многоплодной беременности, возникшей в результате оплодотворения одной яйцеклетки и развитию двух или более плодов (близнецов). В процессе внутриутробного развития из одной зиготы (одной яйцеклетки, оплодотворенной одним сперматозоидом), разделившейся на стадии дробления на две (или более) части. Таким образом, на свет появляются близнецы, не только имеющие сильное сходство (не идентичный, но похожий фенотип). Отпечатки пальцев у гомозиготных близнецов похожи по некоторым характеристикам, таким как тип шаблона, количество линий, однако детальный рисунок различается. 
Однополые монозиготные близнецы идентичны только в генетическом составе в момент зачатия, однако развитие каждого из них после разделения яйцеклетки приводит к формированию уникальных внешних характеристик и личностных особенностей. Например, рисунок отпечатков пальцев формируется на 10–16 неделе внутриутробного развития и зависит как от генетики, так и от случайных факторов: давления амниотической жидкости, температуры и углов соприкосновения с маточной стенкой.
Таким образом, они представляют собой двух различных людей, а не одного человека в нескольких телах.
Однояйцевые (гомозиготные) близнецы развиваются из одной оплодотворённой яйцеклетки, которая в ходе дальнейшего развития разделяется на два (или более) эмбриона. В большинстве случаев разделение происходит на стадии бластоцисты (5 день после оплодотворения), когда внутри единой трофэктодермы формируются два различных эмбриобласта.  Поскольку трофэктодерма участвует в формировании хориона (серозной оболочки), то такие близнецы имеют единый хорион, внутри которого располагаются два плода. Близнецовые плоды в единой серозной оболочке легко визуализируются с помощью УЗИ во время беременности. Такую двойню называют "монохориальной". Реже разделение зиготы происходит в период дробления (1-4 день после оплодотворения). Разделение связано с деформацией блестящей оболочки, удерживающей клетки раннего эмбриона вместе. Эмбрион разделяется на отдельные группы клеток и формирует отдельные бластоцисты, каждая из которых имплантируется в матку независимо. Такие близнецы имеют собственные серозные оболочки, поэтому их называют бихориальными. После рождения монохориальные и бихориальные близнецы не отличаются друг от друга.  
Гомозиготные близнецы внешне весьма похожи (но не идентичны) друг на друга и всегда однополы. Группа крови у них идентична.

## Отличие от многояйцевых близнецов

Схема механизма формирования близнецов: слева — монозиготные или идентичные (monozygotic), справа — дизиготные или разные (dizygotic). Обозначения на схеме: Sperm — сперматозоид, Egg — яйцеклетка, Shared placenta — общая плацента (единственная), Separate placentas — разные плаценты.

Обычно определение варианта близнецов (однояйцевые или многояйцевые) не представляет трудностей. После родов в родзале на специальном блюде раскладывается и исследуется плацента (послед), которая выходит из половых путей женщины в течение часа (5-60 минут) следом после рождения близнецов. Трудности возникают, когда рождаются однополые многояйцевые близнецы с тесно примыкающими друг к другу плацентами, которые сливаются в единое целое и имеют общую капсулярную оболочку. Тем не менее, ворсинчатая и водная оболочки каждого из плодных яиц остаются раздельными. Таким образом, основное различие: однояйцевые близнецы формируются из одного сперматозоида и одной яйцеклетки, а многояйцевые — из двух (и более) разных сперматозоидов и яйцеклеток.
В сомнительных случаях возможно применение исследования ДНК — однояйцевые близнецы обладают идентичным генотипом.